# 法尔茅斯 (康沃尔郡)
法尔茅斯（英語：Falmouth）是英国西南部康沃尔郡一个民政教区和海港，位于法尔河河口，南滨法尔茅斯湾，为天然深水良港，造船业和旅游业发达。康沃尔皇家游艇俱乐部位于此地。此外當地還有法爾茅斯大學。

## 友好城市
- 法國 杜瓦讷内